# Sparbanken Nord
Sparbanken Nord är en sparbank med säte i Piteå. Banken lyder under sparbankslagen och är formellt fristående, men genom samarbetsavtal står man Swedbank nära.
Banken startades ursprungligen 3 april 1852 i Piteå och hette då Norrbottens läns sparbank. I slutet av 1800-talet bytte banken namn till Piteå Sparbank. Under 1970-talet fusionerades banken med andra sparbanker i regionen och fick namnet Pitedalens Sparbank. Nuvarande namn togs 2001 efter samgående med Nova Sparbank (2000) och förvärv av några av Föreningssparbankens kontor i Norrbottens län.
Banken bedriver verksamhet i Arjeplogs, Arvidsjaurs, Gällivare, Jokkmokks, Kiruna, Pajala, Piteå, Älvsbyns, Överkalix och Övertorneå kommuner. Den tidigare politikern Anders Sundström har varit verkställande direktör och styrelseordförande i banken.